# خوارسازی

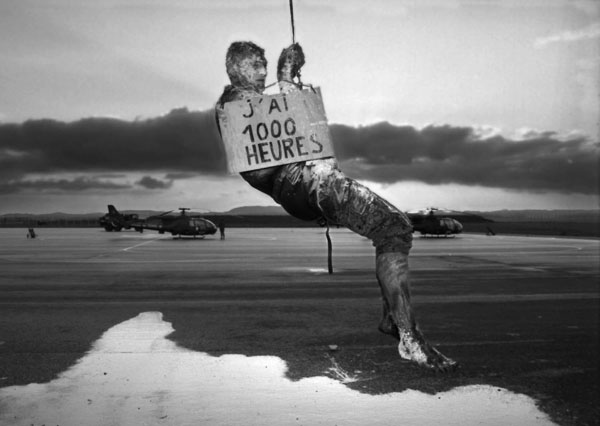
پاگشایی خلبان نظامی فرانسوی پس از رسیدن به ۱۰۰۰ ساعت پرواز

پاگشایی تحقیرآمیز، Hazing (انگلیسی آمریکایی)، پاگشایی (انگلیسی بریتانیایی)، deposition (آسیای جنوبی)، به هر اقدام تحقیرآمیزی گفته می‌شود که اعضای جدید یک گروه فارغ از خطرات آن یا خواستشان باید انجام دهند.
پاگشایی در انواع مختلف گروه‌های اجتماعی از جمله باندها، تیم‌های ورزشی، مدارس، دسته‌ها، دانشگاه‌ها، واحدهای نظامی، زندان‌ها و انجمن‌های برادری و خواهری دیده می‌شود. پاگشایی‌ها می‌توانند از شوخی‌های نسبتاً خوش‌خیم تا اقدامات و رفتارهای مداوم که به سطح سوء استفاده یا سوءرفتار مجرمانه می‌رسد را شامل شوند. پاگشایی اغلب توسط قانون یا توسط مؤسساتی مانند کالج‌ها و دانشگاه‌ها ممنوع می‌باشد زیرا ممکن است شامل آزار جسمی یا روانی مانند تحقیر، برهنگی یا سوء استفاده جنسی باشند.

## روش‌ها
فعالیت‌های آزاردهنده پاگشایی می‌تواند شامل تمسخر و تحقیر در گروه یا در ملاء عام باشد، دیگر نیز هجو آمیز و شبیه شوخی است. شکار پاشلک (نوعی پرنده که وجود خارجی ندارد) نمونه‌ای از این اقدام است که به یک تازه‌وارد در یک گروه وظیفه داده می‌شود تا نوعی پرنده را شکار کند که وجود خارجی ندارد. نمونه‌هایی مشابه از شوخی شکار پاشلیک عبارتند از فرستادن فرد برای یافتن یک قوطی رنگ با نقوش تارتان، یا جعبه‌ابزار در نانوایی. در اوایل دهه ۱۹۰۰ به تازه‌کاران در ارتش کانادا دستور داده شد که یک آهن‌ربای برنجی پیدا کنند حال آن که برنج اصلاً خاصیت مغناطیسی ندارد.
درکونی زدن عمدتاً به وسیله پارو در میان انجمن‌های برادری، انجمن‌های خواهران و کلوپ‌های مشابه انجام می‌شود، عموماً از روی لباس و روی زانو، مبلمان یا بالش، اما عمدتاً با «موقعیت گرفتن» قربانی، یعنی به خم شدن به جلو.

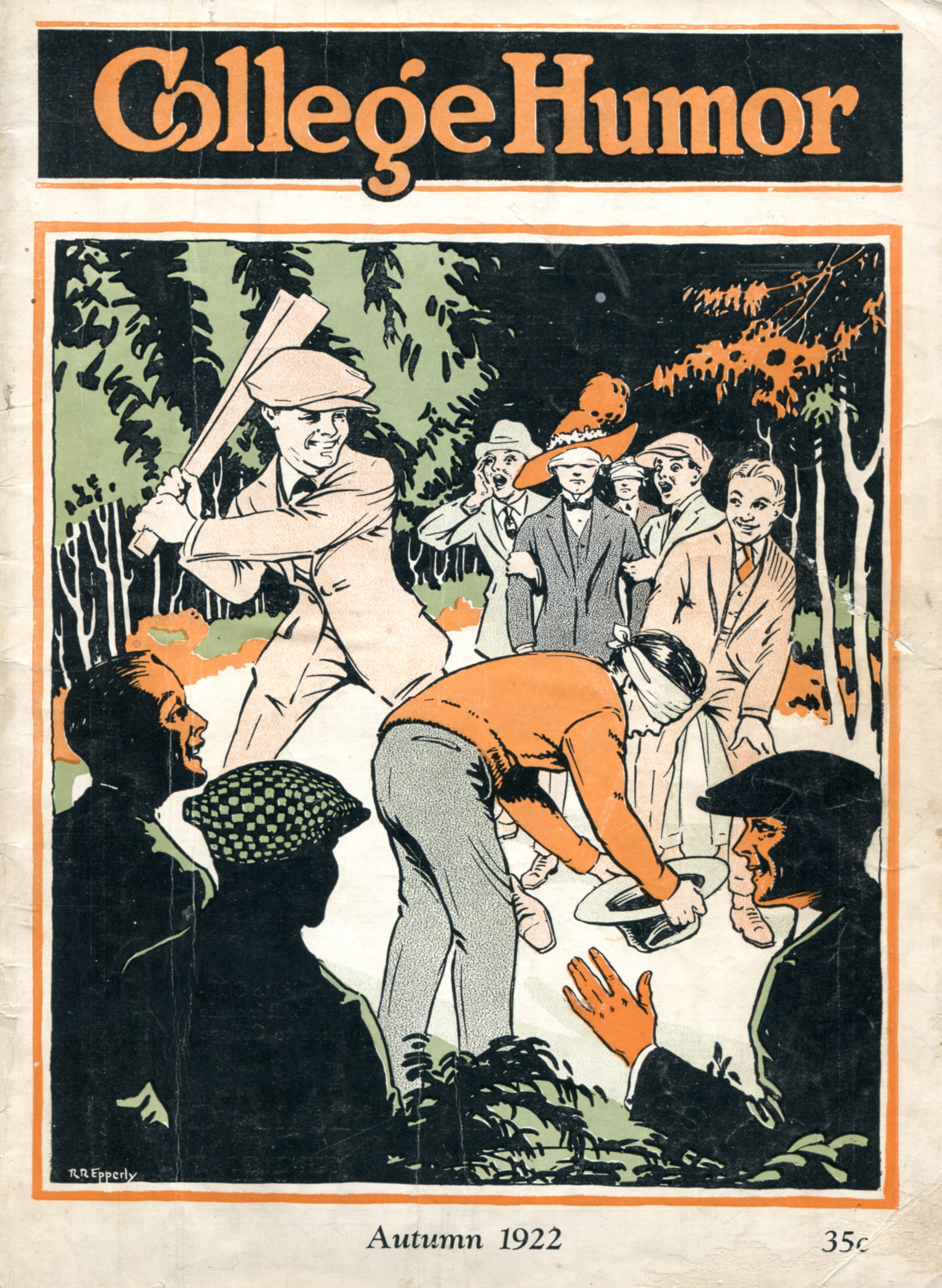
ضربه به باسن روی جلد مجله کالج طنز در سال ۱۹۲۲ به تصویر کشیده شد.

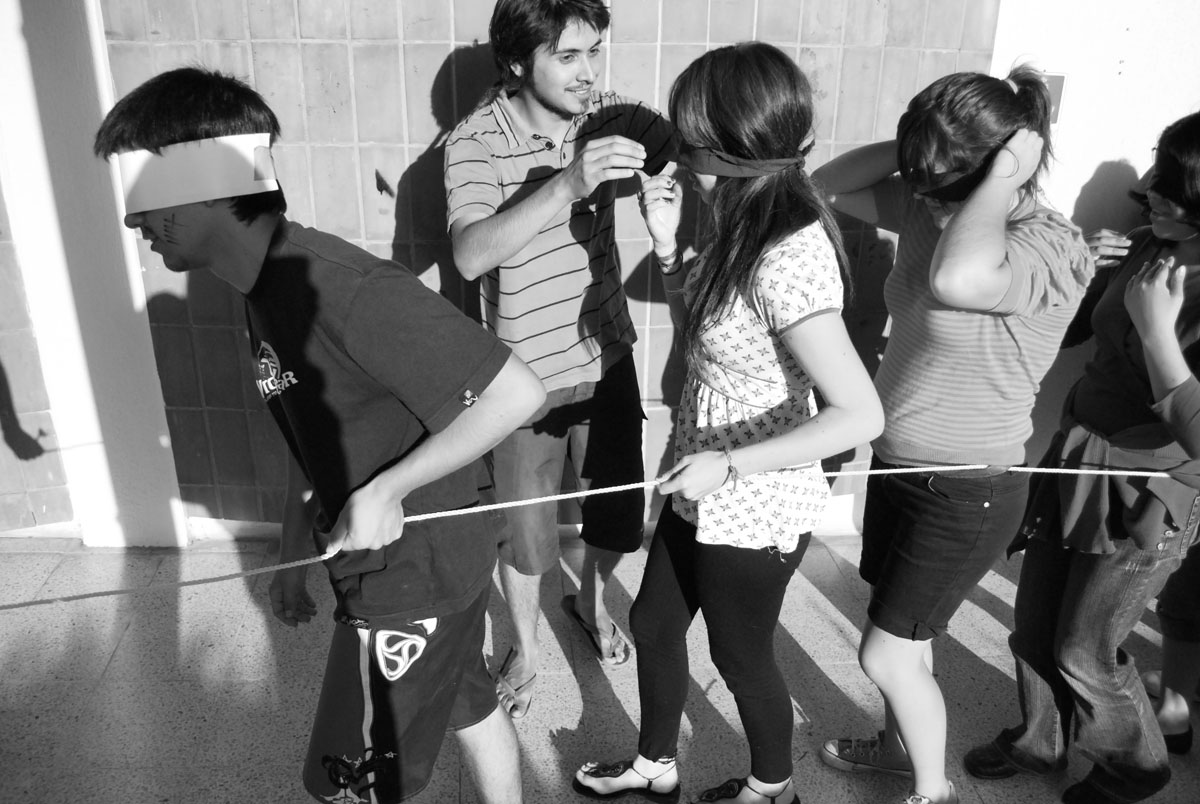
چشم‌بند زدن به دانشجویان سال اول دانشگاه تالکا، شیلی.